# 瓦萨奇山前区
瓦萨奇山前区是位於美國猶他州中北部的一個大都市區，位於瓦薩其山脈的山麓，南起尼腓，北至布里格姆城。猶他約80%的人口居住在這一地區。猶他的大多數主要城市，如鹽湖城、普若佛、西瓦利城、西喬丹、雷頓、奧格登都位於這一地區。
40°36′N 111°54′W / 40.6°N 111.9°W
1. ↑   (PDF). Visit Utah: 4. 2024 （中文（中国大陆））.